# Der Blaue Lotos
Der Blaue Lotos (französischer Originaltitel: Le Lotus bleu) ist ein Tim-und-Struppi-Comic-Album des belgischen Zeichners Hergé. Das Album erschien das erste Mal im August 1934 in der Zeitschrift Le Petit Vingtième. Der in China spielende Band stellt mit seiner neuen Erzählmethodik und realistischen Darstellung eines fremden Landes und seiner Kultur einen Wendepunkt im Schaffen Hergés dar.

## Handlung
Nach ihrem letzten Abenteuer (Die Zigarren des Pharaos) befinden sich Tim und Struppi als Gäste des Maharadschas von Gaipajama in Indien, um Urlaub zu machen. Die Handlung setzt ein, als Tim eine unverständliche Nachricht, ausgesendet von einem Kurzwellensender mit einem Empfänger abhört. Kurz darauf erhält er Besuch aus Shanghai. Doch der Besucher wird von einem Giftpfeil, der mit Radjaidah versehen ist, getroffen. Dieses Gift bringt jeden um den Verstand, so dass er nur noch sinnloses Zeug daherplappert und herumtanzt. Der Mann schafft es noch, Tim zu erklären, er müsse nach Shanghai und solle sich den Namen Mitsuhirato merken.
Auf der Suche nach diesem Mann sieht Tim in Shanghai, wie ein Rikscha fahrender Chinese an einen weißen Mann namens Gibbons prallt. Nachdem Tim ihn daran gehindert hat, dem Chinesen – der Weiße bezeichnet es als Züchtigung – etwas zu tun, schwört Gibbons Vergeltung, und der Chinese bedankt sich bei Tim.
Beim Japaner Mitsuhirato angekommen, sagt ihm dieser, er müsse sofort wieder zurück nach Indien, da es in China zu gefährlich sei – vor allem wegen der Einheimischen. Als Tim Mitsuhirato wieder verlässt, wird auf ihn geschossen. Tim überlebt den Angriff, da er von einem anonymen Chinesen ebenfalls ‚angegriffen‘, zu Boden gerissen, und dadurch gerettet wird. Daraufhin flieht sein Retter allerdings.
In derselben Nacht will Tim eine Tasse Tee trinken, als ihm der anonyme Retter die Tasse kaputt schießt, da sein Tee, wie sich später herausstellt, vergiftet war. Diesmal hinterlässt der Anonyme wenigstens eine Nachricht, sodass sich Tim und dieser in der nächsten Nacht treffen.
Er wird jedoch ebenfalls mit Radjaidah vergiftet und greift Tim an. Tim entkommt erneut und entschließt sich, mit einem Schiff China zu verlassen. Auf See kommt es jedoch zu einer Entführung, sodass Tim am nächsten Tag wieder in China erwacht. Er trifft wieder auf den verrückt gewordenen Retter, diesmal aber auch in Begleitung von seinem Vater Wang. Dieser klärt Tim darüber auf, dass Mitsuhirato ein japanischer Spion sei und Opium ins Land schmuggle. Die Widerstandsgruppe Söhne des Drachen, in der er Mitglied ist, kämpft jedoch dagegen an. Tim und Wang schaffen es auch gemeinsam, die Bedeutung des Telegramms aus dem Kurzwellensender zu lösen: Sie müssen am Abend zur Opiumhöhle Blauer Lotos. Tim entschließt sich, Wang zu helfen.

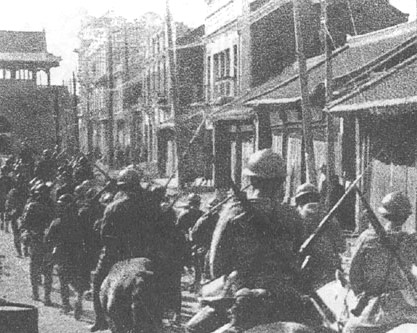
Japanische Soldaten besetzen Mukden (Heute Shenyang)

Am Abend verfolgt Tim Mitsuhirato und einen Komplizen vom Blauen Lotos aus, als sie ein Eisenbahngleis sprengen. Hergé zeichnete hier ein reales Ereignis nach, nämlich den Mukden-Zwischenfall, bei dem japanische Spione (hier Mitsuhirato und sein Komplize) ein Eisenbahngleis in China sprengen, den Vorfall chinesischen Banditen in die Schuhe schieben und damit einen Einmarsch der japanischen Armee in China rechtfertigen wollen, um das chinesische Volk zu „schützen“.
Tim wird erwischt, als er den Vorfall beobachtet. Mitsuhirato spritzt ihm vermeintlich Radjaidah und lässt ihn frei. Wie Tim später erfährt, hatte aber einer der Söhne des Drachen das Gift durch harmloses Wasser ersetzt. Als Mitsuhirato den Fehler bemerkt, setzt er ein Kopfgeld von 5000 Yen auf Tim aus und beschuldigt ihn bei den Behörden, ein chinesischer Spion zu sein. Ein Chinese hilft Tim, aus der Stadt und zu Wang zu fliehen. Gibbons entdeckt ihn unterwegs und verrät ihn an das japanische Militär. Weil dieses Tim allerdings nicht findet, beschuldigt es Gibbons, ihm einen Bären aufgebunden zu haben, und steckt ihn seinerseits ins Gefängnis.
Um ein Gegengift für Wangs Sohn zu finden, muss Tim nochmals nach Shanghai. Um in die Stadt zu kommen, verkleidet er sich als japanischer General auf Inspektion und führt damit die japanischen Soldaten an der Nase herum. Tim betritt den international kontrollierten Bereich Shanghais, um dort einen Professor aufzusuchen, der ein Gegenmittel zum Radjaidah kennen könnte. Dieser ist allerdings entführt worden. Die Erpresser verlangen 50.000 Dollar für die Freilassung, zu hinterlegen im alten Tempel von Hukou. Unterwegs wird Tim allerdings von den Behörden verhaftet und den Japanern übergeben, weil der Polizeichef der internationalen Zone damit die Freilassung von Gibbons erreicht. Die Japaner verurteilen Tim kurzerhand wegen angeblicher Spionage und weiterer Delikte zum Tode.
Wang schafft es gerade noch rechtzeitig, Tim aus dem Gefängnis zu befreien. Mit einem Trick schafft er es an den Wachen vorbei – diesmal wieder aus der Stadt hinaus – und macht damit das japanische Militär zum Gespött der Leute.
Tim macht sich nun auf den Weg nach Hukou. Auf dem Weg dorthin rettet Tim einen jungen Waisen namens Tschang aus dem See. Dieser wundert sich allerdings darüber, von Tim gerettet worden zu sein, da seine Großeltern während des Boxeraufstandes ermordet wurden und er deshalb denkt, alle Europäer seien böse. Tim erklärt ihm, dass dies nicht wahr sei und dass sich die Völker einfach zu wenig kennen. So sei etwa in Europa der Glaube verbreitet, allen Chinesinnen würden aus Schönheitsgründen die Füße eingebunden und die Flüsse schwellen über vor Babys, die nach der Geburt ins Wasser geworfen würden. Tschang reist nun mit Tim nach Hukou. Als Mitsuhirato von Tims Reise erfährt, wendet er sich an Dawson, einen Haftbefehl gegen Tim zu erlassen. Dafür erlässt er ihm dessen Schulden. Daher wird Tim, dort angekommen, von seinen Freunden, den Detektiven Schulze und Schultze verhaftet. Tschang schafft es, ihn zu retten, indem er die auf Chinesisch verfasste Ausnahmegenehmigung der Schultzes austauscht. Daraufhin reisen beide zurück nach Shanghai, wobei Tim ein Attentat von Yamato, einem Handlanger Mitsuhiratos, überlebt.
Zurück in Shanghai, observiert Tim Mitsuhirato. Dieser wird selbst aktiv und entführt die Söhne des Drachen. Tim und Tschang finden nur eine Nachricht mit der Aufschrift Blauer Lotos. Tim macht sich auf den Weg dorthin.
Im Blauen Lotos befinden sich jedoch Mitsuhirato und Yamato, die versuchen, Tim zu ergreifen. Er befindet sich aber in einer Vase und wird nicht entdeckt.
Um Wang und seine Familie zu retten, folgt Tim den Verbrechern in einer Tonne mit neu angeliefertem Rauschgift ins Haus. Er wird jedoch von Mitsuhirato entdeckt, weil dieser wusste, in welcher Tonne sich Tim verstecken würde. Nun soll auch er, zusammen mit Wang und seiner Frau, von ihrem Sohn geköpft werden. Im letzten Moment springen Tschang und weitere Mitglieder der Widerstandsgruppe aus den verbleibenden, vermeintlich mit Rauschgift gefüllten Tonnen und überwältigen Mitsuhirato und seine Komplizen. Auch Tims ewiger Widersacher Rastapopoulos war mit von der Partie. Die diplomatische Krise, die durch das Bahn-Attentat ausgelöst wurde, endet mit dem Abzug der Japaner. Mitsuhirato begeht kurz darauf Seppuku.
Bevor Tim wieder abreist, trinkt er mit Wang, Tschang und den anderen Mitgliedern der Söhne des Drachen auf deren aller Wohl. Zudem gelingt es mit Hilfe des befreiten Wissenschaftlers ein Gegengift für Wangs Sohn zuzubereiten. Tschang darf bei Wang bleiben.

## Neue Erzählmethodik
In den Bänden vor Der Blaue Lotos basiert Hergé seine Geschichten hauptsächlich auf populären Vorurteilen und auf das, was sein Mentor, der Priester Norbert Wallez, ihm ungefähr über den Sozialismus, die Sowjetunion, die belgischen Kolonien in Afrika oder die Vereinigten Staaten erzählt hatte. Letztere wurde etwa dargestellt als eine Nation von Gangstern und Cowboys und Indianern, wie sie in Hollywood-Filmen zu finden sind (obwohl Hergé mit den Indianern wegen der Art, wie sie aus ihrem Land vertrieben wurden, mitfühlte).
Tim und Struppi erschienen als Comic im Le Petit Vingtième. Am Ende von Die Zigarren des Pharaos gab Hergé bekannt, dass seine nächste Geschichte in China handeln werde. Pater Gosset, Kaplan der chinesischen Studenten an der Universität von Leuven, schrieb Hergé einen Brief und drängte ihn, sensibel zu sein, was er über China schreiben werde, da es seine chinesischen Studenten beleidigen könnte. Hergé verstand die Gefahr und im Frühjahr 1934 stellte Gosset ihm Zhang Chongren (von Hergé „Chang Chong-chen“ genannt), einen jungen Studenten der Brüsseler Kunstakademie, vor. Die beiden jungen Künstler wurden schnell enge Freunde und Zhang führte Hergé in die chinesische Kultur ein und in die Techniken der chinesischen Kunst.
Als Ergebnis dieser Erfahrungen achtete Hergé in Der Blaue Lotos und in den nachfolgenden Abenteuern akribisch genau auf die Darstellung der Orte, die Tim und Struppi besuchen. Auch erforschte er die dargestellten Themen. Dieses neu entdeckte Engagement für die Genauigkeit ist Markenzeichen Hergés geworden.
Als Zeichen der Anerkennung fügte er die fiktive Figur „Tschang“ („Tchang“ auf Französisch) in die Geschichte ein, ein chinesischer Junge, der sich mit Tim anfreundet. Hergé lässt Tim erklären, dass Tschangs Angst vor den „weißen Teufeln“ auf Vorurteilen und chinesischem Rassismus basiere. Tim rezitiert daraufhin ein paar westliche Stereotype der Chinesen, die Tschang als völlig haltlos identifiziert. Durch die Beratung Zhangs wurden Kleidungen und Bewegungen genauer, es wurde Mandarin in Straßennamen und Wegweisern verwendet und Vasen und Möbel mit chinesischen Verzierungen ausgekleidet.

## Fiktionalisierung realer Ereignisse
Mehrere historische Ereignisse sind lose in Der Blaue Lotos dargestellt. Mitsuhirato und seine Komplizen sprengen die Eisenbahnlinie zwischen Shanghai und Nanking. Als Ergebnis dringen japanische Soldaten in China ein und besetzen Shanghai, angeblich um die Ordnung wiederherzustellen. Dies entspricht dem tatsächlich geschehenen Mukden-Zwischenfall vom 18. September 1931, der allerdings etwa 600 Meilen weiter nördlich geschah. Die Mandschurei wurde durch die Japaner im September 1931 besetzt und Shanghai selbst wurde Anfang 1932 angegriffen, aber erst im November 1937 vollständig erobert. Nach Mitsuhiratos Niederlage eröffnet der Völkerbund eine Untersuchung des Mukden-Zwischenfalls. Daraufhin verlässt Japan den Völkerbund am 27. März 1933.

## Politische Unruhen
Als weiteres Ergebnis seiner Freundschaft mit Zhang wurden Hergé die Probleme des Kolonialismus zunehmend bewusst, insbesondere die Versuche des japanischen Kaiserreiches, seinen Einfluss in China zu stärken. Tim rettet einen Chinesen vor einem rassistischen Schläger namens Gibbons, der für seine Rache auf die Hilfe von Dawson, dem korrupten Polizeichef des international kontrollierten Teils von Shanghai setzen kann. Die Japaner und einige europäische Figuren werden in einem negativen Licht dargestellt. Die Japaner, darunter Mitsuhirato und die japanischen Soldaten, werden mit strahlenden Zähnen gezeigt, während die Chinesen mit schmalen Lippen dargestellt sind. Diese Darstellung hat scharfe Kritik von verschiedenen Seiten hervorgerufen, so überbrachten japanische Diplomaten dem belgischen Außenministerium einen entsprechenden Protest.
Die Republik China freute sich über die Darstellung so, dass ihr damaliger Führer Chiang Kai-shek Hergé nach China einlud. Wegen grundsätzlicher Vorbehalte gegen die in den Werken Hergés verbreitete „Ideologie Tims“ wurde die Publikation jedoch von der Volksrepublik China zunächst verboten. Erst 1984 wurde Der Blaue Lotos in China veröffentlicht, mit einigen Änderungen an umstrittenen Passagen.
Anspielungen finden sich über Herges Einstellung auch als subtile Ideogramme wie „Nieder mit dem Imperialismus“ auf einem Schild, während Gibbons einen armen Rikschafahrer verprügelt. Der japanische Imperialismus sowie die Internationalen Niederlassungen werden ebenfalls kritisiert.

## Veröffentlichungsgeschichte
Das Abenteuer wurde ursprünglich unter dem Namen Tintin en Extrême-Orient (wörtlich: „Tim im Fernen Osten“) veröffentlicht.
Die ursprüngliche Version von Der Blaue Lotos wurde 1934 im Le Petit Vingtième in Schwarz-Weiß veröffentlicht. Es wurde später neu gezeichnet und koloriert und im Jahr 1946 als Album herausgegeben.
Viele Szenen, die in der ursprünglichen Version erschienen waren, wurden im Jahr 1946 weggelassen. Dazu gehörten:
- Nachdem im Maharadja-Palast ein Pfeil in den Hals des chinesischen Mannes geschossen worden ist, erkennt man den Fakir aus Die Zigarren des Pharaos, der im Dschungel verschwindet. Tim erklärt dem Maharadja, dass er nicht nach China reisen wolle, solange der Fakir frei herumlaufe. Später erhalten sie ein Telegramm, dass der Fakir wieder verhaftet worden sei.
- Als Tim und Struppi zu Beginn im Gefängnis landen, angeblich weil sie einen Polizisten angegriffen hätten, schickt Dawson drei kräftige Soldaten in die Zelle, damit sie Tim verprügeln sollen. Im Original sind es drei britische Soldaten, aus England, Irland und Schottland. Tatsächlich aber enden diese Drei im Spital und ein Beamter muss für ihr „Vergehen gegen die Ideale“ Strafe bezahlen. In der Ausgabe von 1946 wurden die weißen Soldaten durch indische Polizisten ersetzt.
- Im Kino sieht Tim eine Nachricht darüber, wie Sir Malcolm Campbell den Land-Geschwindigkeitsrekord mit seinem „Bluebird“ bricht. Diese Nachricht fällt in der späteren Fassung weg.
- Bei der Suche im Keller des Blauen Lotus öffnet Tim eine Tür und er und Tschang stehen direkt vor einem weiteren Gangster. Tim sagt Tschang, seinem Beispiel zu folgen, die Arme zu heben und die Pistole hinzulegen. Als sich der Gangster bückt, um die Pistolen aufzunehmen, knallt Tim ihm die Tür ins Gesicht. Tschang fesselt ihn mit einem Seil.

## Erwähnenswertes
Nach einer unter 17.000 Franzosen im Jahre 1999 durchgeführten Umfrage erstellte die Zeitung Le Monde „Die 100 Bücher des Jahrhunderts“. „Der Blaue Lotos“ belegt hier den 18. Platz.
Zum 70. Geburtstag von Tim und Struppi fand eine Ausstellung in Hamburg, von der Hergé-Stiftung organisiert, statt. Höhepunkt waren alle Original-Tuschezeichnungen des Blauen Lotos in einem Saal.
Eine nie veröffentlichte Originalzeichnung des Titelblatts – es zeigt Tim, der sich in einer chinesischen Vase versteckt, neben einem großen roten Drachen – erzielte bei einer Versteigerung in Paris im Jahr 2021 einen Rekordwert von 3,2 Millionen Euro.

## Wiederverwendung der Figuren
Ein Wiedersehen mit Tschang gibt es im Album Tim in Tibet, in dem Tim seinen verschollenen Freund im Himalaja sucht. Mr. Gibbons hat im unvollendeten Album Tim und die Alpha-Kunst einen erneuten Auftritt, bei dem er zusammen mit den Hauptcharakteren zu Gast in der Villa des Magiers Endaddin Akass ist. Dawson, Polizeichef der internationalen Niederlassung in Schanghai, taucht in Kohle an Bord als krimineller Waffenhändler wieder auf.
Auch Rastapopoulos taucht in Kohle an Bord auf, ebenso wird sein Film aus die Zigarren des Pharao „So hasst Arabien“ im Kino gezeigt.